# Juli Capitolí
Juli Capitolí (Julius Capitolinus) va ser un historiador romà que va escriure les biografies de diversos emperadors i pretendents recollits a la Història Augusta. Va viure al final del segle iii. Va escriure en total 34 llibres, les biografies dels personatges que van entre el regnat d'Hadrià i la mort de Carí (117 a 284). Hi ha un període de 9 anys sense referències (de Gordià III a Valerià I, 244 a 253).
Nou biografies porten el nom de Capitolí: 1. Antoní Pius, 2. Marc Aureli Antoní, 3. Luci Aureli Ver, 4. Pertinax, 5. Clodi Albí, 6. Opili Macrí, 7. els dos Maximins, 8. els tres Gordians, 9. Pupiè Màxim i Balbí.